# Luigi Brugola
Luigi Brugola (Lissone, 3 agosto 1930 – Lissone, 15 ottobre 2007) è stato un calciatore italiano, di ruolo ala.

## Carriera
Cresce tra le file della Pro Lissone, dove disputa tre campionati (due di Serie C ed uno di Serie D) per poi passare all'Atalanta che lo fa esordire nel campionato di Serie A. A Bergamo fa parte del cosiddetto Trio primavera - per via della giovane età dei componenti - con Ennio Testa e Giancarlo Cadè, disputando cinque stagioni nel massimo campionato.
Si trasferisce quindi al Napoli, sempre in Serie A, restandovi per tre annate, al termine delle quali si trasferisce al Messina, in Serie B. Disputa altri due campionati al Monza, per concludere la carriera tra le file del Seregno in Serie D, dove gioca 30 partite mettendo anche a segno 2 gol.
Terminò la sua esperienza sportiva guidando i ragazzi e la prima squadra della sua città
A quasi due anni dalla morte, il 20 settembre 2010 lo stadio comunale di Lissone è stato intitolato proprio a Luigino Brugola.

## Palmarès

### Club

#### Competizioni regionali
- Promozione: 1

Pro Lissone: 1950-1951